# Киёсэ, Ясудзи
Ясудзи Киёсэ (яп. (清瀬 保二, 13 января 1900, Ёккаити, префектура Оита - 14 сентября 1981, Токио) — японский композитор.

## Биография
Учился в частном порядке композиции у Косаку Ямады и Косукэ Комацу. В 1930 году принял активное участие в создании Shinkō Sakkyokuka Renmei (Ассоциация новой школы композиции), ассоциации композиторов, которая позже превратилось в японскую секцию Международного общества современной музыки (ISCM).
Прежде всего был композитором вокальной и камерной музыки, которую создавал в стиле немецкой романтической традиции с элементами французского импрессионизма. Кроме того, его привлекала традиционная японская музыка, особенно народные песни и пентатоника.
В 40-е годы оказал влияние на формирование творческой личности композитора Тору Такэмицу.
Кроме музыки занимался эссеистикой. Его автобиографические очерки были изданы в сборнике Kiyose Yasuji chosakushū: warera no michi (The Works of Kiyose: Our Ways, Токио, 1983).

## Избранные произведения
- Six Japanese Folk Songs from Shinano District для голоса и фортепиано (1929)
- Country Dances для фортепиано (1930)
- Short Suite для фортепиано (1931)
- Piano Compositions No. 1 (1931—1934)
- Dance on the Seashore для фортепиано (1932)
- Spring Time at the Hills для фортепиано (1932)
- Folk Dances для фортепиано (1933)
- Two Dances для фортепиано (1934)
- Little Suite для фортепиано (1935)
- Ryūkyū Dances для фортепиано (1936)
- To Ancient Times для оркестра (1937)
- Scherzo для 2 фортепиано (1937)
- Piano Compositions No. 2 (1937-40)
- Japanese Festival Dance для оркестра (1942)
- Violin Sonata No. 1 (1942)
- Ballade для фортепиано (1943)
- Four Preludes для фортепиано (1947)
- Violin Sonata No. 2 (1948)
- String Trio (1949)
- Cello Sonata (1950)
- Violin Sonata No. 3 (1950)
- String Quratet in B flat (1952)
- Piano Concerto (1954)
- The March of Snake Festival для мужского хора и фортепиано (1954)
- Japanese Folk Songs для скрипки и фортепиано (1955)
- Two Movements for Violin and Piano (1960)
- An Unknown Soldier для меццосопрано, тенора, мужского хора и оркестра (1962)
- Shakuhachi Trio (1964)
- Quintet for 2 Shakuhachi, 2 Koto and Jushichigen (1965)
- Quartet for Shakuhachi, 2 Koto and Jushichigen (1965)
- Recorder Quartet (1969)
- Trio for Recorders (1972)